# Eiwithelix
Een eiwithelix is een motief van secundaire structuren waarbij de interactie tussen de opbouwende aminozuren  zich ruimtelijk vertaalt in een helix:
- α-helix (α-helix)
  - Deze helix is rechtsdraaiend.
  - Elk aminozuur met rangnummer i vormt een waterstofbrug met aminozuur i+4
  - Elk aminozuur is verantwoordelijk voor een draai van 100°
  - Zo zijn er dus 3,6 aminozuren per draai. (=360°/100)
- 310-helix
  - Elk aminozuur met rangnummer i vormt een waterstofbrug met aminozuur i+3
  - Elk aminozuur is verantwoordelijk voor een draai van 120°
  - Zo zijn er dus 3 aminozuren per draai. (=360°/120)
- π-helix (pi-helix)
  - Elk aminozuur met rangnummer i vormt een waterstofbrug met aminozuur i+5